# Цыдыпов, Эрдэм Тумэнович
Эрдэм Тумэнович Цыдыпов (род. 30 мая 1997 года) — российский спортсмен, стрелок из лука. Чемпион Европы в помещении и двукратный бронзовый призер чемпионата Европы в помещении в личных и командных соревнованиях (2019, 2022). Победитель и серебряный призер Всемирной летней универсиады в личных и командных соревнованиях (2019). Бронзовый призер первенства мира в командных соревнованиях (2017). Бронзовый призер первенства Европы в помещении в командных соревнованиях (2017).   
Чемпион России (2021), двукратный серебряный (2016, 2019) и бронзовый (2022) призер чемпионата России в личных соревнованиях. Трехкратный чемпион России (2018, 2021, 2023) и четырехкратный серебряный призер чемпионата России (2015, 2017, 2024, 2025) в командных соревнованиях. Чемпион России (2021) и серебряный призер чемпионата России (2025) в смешанных командах (микст). Бронзовый призер чемпионата России в помещении (2024). Двукратный чемпион России в помещении (2019, 2025) и двукратный бронзовый призер чемпионата России в помещении (2021, 2024) в командных соревнованиях. Серебряный призер I Всероссийской спартакиады по летним видам спорта среди сильнейших спортсменов 2022 года в командных соревнованиях.  
Мастер спорта России (2014). Мастер спорта России международного класса (2019).